# Trinaxodon
Trinaxodon (znanstveno ime Thrinaxodon) je bil eden najstarejših pripadnikov nekdanje skupine visoko razvitih plazilcev, ki so bili podobni sesalcem. Razvil se je iz nižjih plazilcev. Bil je tako velik, kot je današnja podlasica in mesojeda žival. Pred 240 milijoni let je lovil v južnem delu gozdov svojega področja razširjenosti žuželke in majhne živali. Ker so pri njem zasledili značilnosti sesalcev in plazilcev, ni točne sistematske ureditve.
Njegovo ime izhaja iz grške besede θρῖναξ "trizob" in ὀδούϛ ὀδόντ- "zob", ampak slovnično pravilna oblika bi bila "Thrinacodon".

## Kje in kdaj je Trinaxodon živel?
Trinaxodon je znan iz nekdanjih triasnih formacij. Živel naj bi pred 240 milijoni let, na delu zemlje, kjer danes ležita Južna Afrika in Antarktika. To je bil nekoč en sam kontinent, imenovan Pangea.

## Osnovni podatki
| Osnovni podatki:                                        |
| ------------------------------------------------------- |
| Dolžina: 40cm                                           |
| Teža: še neznana, morda 1kg                             |
| Parjenje: notranja oploditev                            |
| Hranjenje mladičev: verjetno s trdo hrano, mleko        |
| Hrana: verjetno žuželke, mali plazilci in nevretenčarji |
| Način življenja: živeč na tleh, drugo ni znano          |

## Karakteristične značilnosti
Fosilne ostanke ogrodja te živali so našli v kamninah močvirskih gozdov. Imel je trdno telo z močnimi, skoraj ravnimi zadnjimi nogami. Verjetno je bila njegova koža zaradi zaščite pokrita z dlako, ali poraščena, kar vidimo pri današnjih sesalcih, čeprav to ni dokazano, kajti v fosilnih ostankih ni bilo najdenih nobenih dlak.
Ker so imele nosne votline veliko površino, domnevajo, da je imel dobro razvit voh in mu vonjave niso delale težav. Glede na svojo velikost je imel verjetno tudi velike oči in oster vid, kar je zveri pomagalo pri lovu.
Trinaxodon je bil najverjetno bližnji prednik sesalcev, zato je imel lastnosti tako kot sesalcev, kot tudi plazilcev. Tako kot današnji sesalci je tudi ta imel izrazito mišičasto prepono, ki je ločevala prsni del telesa. Z njo je polnil in praznil pljuča s kisikom in je učinkovito dihal, kar mu je omogočalo dobro kontrolo telesne temperature. Imel je tudi izredno trdo nebo, zato je lahko med žvečenjem dihal tudi skozi nos. Prav po tem se je ločeval od nižjih plazilcev, katerih nosni kanali so vodili naravnost v grlo. Žival je bila verjetno toplokrvna, zato je bila bolje razvita kot ostali plazilci tistega časa. Prav zato se mu ni bilo treba poležavati na soncu, kar počnejo današnji plazilci, da si ogrejejo telo in ohranijo normalno telesno temperaturo. Zaradi tega je bil lahko aktiven v hladnih dneh.

## Razmnoževanje
Predniki Trinaxodona so bili nižji in enostavno grajeni plazilci in njihovi potomci so zato legli jajca, kar počnejo še današnji nižji sesalci. To so kljunati ježki in kljunaši. Verjetno se je Trinaxodon razmnoževal na enak način. Današnji monotremati, kar so današnji stokovci, ki ležejo jajca, skrbijo izredno za svoje potomce, jih dojijo tako dolgo, dokler jim ne zrastejo zobje, da se lahko hranijo s trdo hrano. Takrat jih odstavijo in jim pokažejo tehnike lova. Ker so imeli fosili tudi ohranjene in popolnoma razvite zobe. Znanstveniki menijo, da so mladiči skrbeli sami zase.

## Prehranjevanje
Zobje so bili primerni za uživanje žuželk, nevretenčarjev in malih plazilcev. V gobcu je imel sprednje sekalce, ki jih je uporabljal za kopanje in rezanje, podočnike je uporabljal za ubijanje in paranje, kočnike pa za kosanje in mletje hrane. Vsak zob je imel centralno izboklino in manjše okoli zoba, za se zobje niso pregloboko zapičili v meso plena. Ko je Trinaxodon ugriznil plen, ga je najprej držal med zobmi zgornje in spodnje čeljusti. Kakor hitro je gobec zaprl so se zobje prekrili in presekali plen. Čeljustni zglob je bil dvakrat vpet. Spodnjo čeljust je lahko zaprl in jo premikal navzgor in navzdol, kar je povečalo moč trganja plena pri hranjenju živali.

## Zanimivost
Znanstveniki so pri nekaterih primerkih odkrili, da so poginili v zvitem položaju, kar pomeni da so poginili med zimskim spanjem v svojih brlogih.